# Лав VI Мудри
Лав VI Мудри (866. — 912) је био византијски цар 886-912, наследник Василија I Македонца.
Ни у физичком ни у моралном погледу, Лав VI није личио на свога оца; и глас који се ширио о његовом рођењу — сви су у њему гледали сина цара Михаила III — довољно уосталом објашњава ту дубоку различност, иако га син Константин назива светим царем, најблагословљеније успомене. Доста кржљав, нови василеус био је осредњег здравља и та појединост даје већ да се наслуте амбиције које ће се, за све време његове владавине, будити око једног наследства увек готовог да се отвори. Уз то по природи непокретан, нимало наклоњен честом премештању и тешким уморима војничкога живота, Лав VI се радо затварао у двор, много се бринући о тим питањима церемонијала која су сачињавала основ званичног живота једнога цара: и тако се може разумети важно место које су у његово време љубимци заузимали, и изобиље дворских сплетака којима је његова влада обележена. То је био и књижевно образован владар. Ученик Фотијев, он је, под овим одличним учитељем, заволео класичку културу; врло добро упућен у свему, он је волео да пише: има од њега песама, поучних дела, теолошких чланака, једна расправа о тактици (Тактикон Лава VI), једна збирка пророчанстава. Његови савременици су га звали „врло ученим" царем; доцнији векови су још улепшали његов лик легендарном ореолом, и до последњих векова Византије сачувала се врло популарна успомена на њега, као на свестраног и дубоког научника, подједнако вичног математици, астрономији, музици и свему другом.
Био је затим врло побожан: постоји једна његова збирка беседа коју је волео, на велике празнике, да држи са предикаонице; осећао је највеће поштовање према свом исповеднику, од кога је непрестано тражио савете, мада се каткад препирао с њим, и посебну наклоност за друштво калуђера, којима је радо чинио неочекиване и пријатељске посете, седајући за њихов сто, пијући с њима и расправљајући о каквоћи њиховога вина. А преко свега, то је био човек, бар у речима, претерано чедан. Он је енергично жигосао, у једној од својих Новела, људе који „уместо да се напајају са чистог извора брака, ваљају се по блату недопуштених веза." Није се показивао мање строг спрам оних који се жене по други или трећи пут: „Већина животиња", пише он у једној својој уредби, „кад им женка угине, осуде се на вечито удовиштво. Човечија природа, напротив, не видећи да је та слабост срамота, не задовољава се првом везом, него без стида приступа другом браку, и, не заустављајући се на томе, прелази са другог брака на трећи," презирући црквени закон и канонске казне које он одређује, не бринући се о грађанском закону ни о укорима које он баца на такве везе.
Па ипак, као што су тачно приметили, влада Лава VI чини епоху у историји византијске царевине. Својим законодавством, својим преустројством покрајинске администрације, начином на који је преустројио свештеничку хијерархију, тај владар је оставио трајнога трага у установама источног грчкога царства. То је зато што је у ствари, и поред љубимаца који су имали утицаја на њега, био, можда више него што се каже, у стању да покаже личну вољу и енергију, и ма како слаб и несталан да нам се каткад чини, ма како ћудљив и страстан да нам може изгледати, то је ипак био паметан владар, који је са чврстом издржљивошћу ишао циљу што га је себи поставио, и знао да с гипком вештином нађе начина и прилике да га постигне. При свем том, и ма с каквим ограђивањем примили начин на који нам сувише често представљају цара Лава VI, извесно је да је тај строги законодавац, који је тако поштовао друштвени ред, толико водио бриге о црквеним законима, морао својим узастопним женидбама чудновато саблазнити своје савременике и дубоко ускомешати цркву свога времена. То је зато што је Лав VI дошао на престо кад му је било двадесет година, и што је био ожењен женом коју није волео.
Али, по ту цену, у Византији се тада први пут родила мисао о законитом праву на престо једне владарске породице. Два прва македонска цара били су ти који су, према речима једног савременика, "дали царској власти снажан корен из кога су се развиле величанствене гране династије". Отада је било теже да се сруши дрво тако дубоко усађено; после тога је била створена царска лоза, чији чланови добише назив порфирогенити ("рођени у пурпуру"), и народна приврженост, поданичка оданост тој лози. То је представљало за монархију, потресану многобројним бунама, повољну и значајну по последицама новину.
После неуспешних борби с непријатељима споља (Арабљанима, бугарским царем Симеоном и руским кнезом Олегом), довршио је очеву законодавну реформу. Издао је Василике (царске законе), велики зборник у 60 књига (6 томова), који је остао основа византијског феудалног законодавства све до пропасти Византије 1453. године.
Прозван је мудрим због његовог великог интересовања и давања за уметност и науку. Био је ученик патријарха Фотија и познат је као црквени говорник и песник. Он је написао 11 Јеванђељских стихира који се читају на недељном јутрењу, стихир за Лазареву суботу и многе друге. Написао је Сумарни преглед ратне вештине, у литератури познат као Лавови војни институти или Тактика.

## Лав као очев саваладар
Мада је Василије, из династичких разлога, још од 869. г. придружио Лава највишој власти, мада га је с највећом брижљивошћу васпитао за наследника царскога престола, он га ипак никад није волео, и поред тога подозривог, раздражљивог и строгог оца, живот младога човека изгледа да је био доста жалостан. Василије је очигледно више волео свога сина Константина, рођеног без сумње у његовом првом браку и у коме је са извесношћу признавао свога законитог потомка; према Лаву је напротив отворено показивао злу вољу, толико, кажу, да је примао најневероватније оптужбе против њега.
У колико је залазио у године, Василије је губио нешто од свога здравог разума којим се тако дуго одликовао: пуштао је да љубимци владају њиме, а поглавито неки игуман Теодор Сантаваренос, штићеник патријарха Фотија кога су савременици јако сумњичили да се бави мађијом и враџбинама. Прерана смрт његовог најмилијег сина Константина, сасвим је помутила јаки разум царев: неутешан због тога губитка, од тада је виђао око себе само сплетке и завере да га свргну. Кад је дакле Сантаваренос, одавна у завади с престолонаследником, потказао Лава василеусу да склапа завере против живога свога оца, Василије се даде без муке убедити најбезначајнијим спољним изгледом. На његову заповест, Лав буде затворен у једно одељење двора, црвене ципеле, знак царског достојанства бише му скинуте, и цар је, изгледа, озбиљно помишљао да дâ ослепити младога човека. У сваком случају дворски људи који су били осумњичени да иду на руку тобожњој завери били су осуђени на мучење или прогнани; три дуга месеца, Лав је држан у затвору, и да би му се вратила слобода, требало је енергично посредништво патријарха Фотија, а нарочито једног пријатеља Василијевог, Стилијана Зауцеса, који је тада командовао једним гардиским пуком, и који се усудио да са својим господарем говори са честитом и храбром искреношћу.
Исто тако сви великодостојници и цео Сенат, доста забринути за стање здравља Василијевог, сваки дан несигурнијег, саветовали су му да буде милостив. Неки хроничари чак поводом тога причају једну доста занимљиву анегдоту. У великој трпезарији Свете Палате, био је смештен један папагај у своме кавезу: животиња је имала обичај да виче:
Авај! авај! јадни Лав!
Једнога дана кад је "било велико примање, како је папагај понављао свој уобичајени узвик, многи гости, узбуђени сећајући се заточеника, нису могли да прикрију своју тугу. Најзад цар то спази и запита их шта им је. Гости одговорише:
Како можемо бити расположени за јело кад нам једна проста животиња изгледа пребацује за наше држање? Она зове свога господара, а зар ми можемо у задовољству да заборавимо нашег невиног царевића? Или је он крив, и ми смо онда готови да га осудимо; или није ништа учинио, и докле ће онда језик једнога клеветника бити моћнији од његове невиности?
Била та прича истинита или не, Василије се дао умолити; на дан празника пророка Илије, царевић буде ослобођен, повраћене му части и достојанства, и опет заузе место у царским литијама. Али стари василеус, иако је дао помиловање, није заборавио своје антипатије. Како је народ Лава при пролазу поздрављао и клицао:
Слава Богу!
Сада Василије викну:
То ви због мога сина славите Бога! Лепо! Њему ћете имати да захвалите што ћете познати многе жалости и проћи кроз тешке дане.
По тим појединостима види се да односи између цара и његовог сина нису били нимало нежни, и може се појмити да се Лав јако бојао тога осионог и страшног оца који га је без милости потчињавао својој вољи. Он се израна морао навићи на покорност.

## Прва женидба
Требало је да напуни шеснаест година кад Василије реши да га ожени. По обичају, искупише у једну дворану палате Магнаур дванаест младих девојака изабраних међу најлепшима у монархији. Чекајући долазак василеуса, те мале особе,. врло узбуђене, забављале су се тражећи да предскажу која ће међу њима бити срећна изабраница. Једна Атињанка која је, вели хроничар, „умела, благодарећи обичајима своје земље, да погоди будућност предсказивањима", предложи онда као игру ову чудну пробу. Требало је да све кандидаткиње седну на земљу и да свака метне пред себе своју обућу: она која се од свих дванаест, на дати знак, буде најбрже дигла, и, пошто се журно обује, буде најлепше поклонила, она ће зацело постати царица. Док су се оне забављале том игром, уђе цар. Прва која је била на ногама, била је нека Теофана, пореклом из једне славне патрициске породице у престоници, Мартиначи; како је била из доброг племства, уз то врло лепа, и побожна, она се допаде Василију и његовој жени Евдокији: тако се остварило пророчанство које јој је предсказивало престо.. У свему томе Лава чак нису ни питали за мишљење. А десило се да је млади царевић волео на другој страни. Стилијан Зауцес, командант мале хетерије, велики пријатељ василеусов чији је земљак био, имао је кћер, Зоју. Лав се врло био занео њоме, и хтео је да је узме. Али Василије није водио рачуна о томе: он заповеди и, из страха, његов син послуша. И са великом парадом, у зиму 881.—882. г., он се ожени Теофаном.

## Царица Теофанија
Такав брак морао се свакојако рђаво свршити, у толико више што је Теофана, ако је имала масу врлина, имала уз то и ману да буде љубоморна и погрешку што је била невешта. Она је мислила да се њен муж и даље удвара Зауцесовој кћери: млада жена одмах отрчи да се пожали Василију. Са својом обичном суровошћу, цар бесно нападе на свога сина;. ухвативши га за косу, он га баци на земљу, и ударајући га ногама и песницама нареди му да буде веран својој жени. После тога, да оконча ствар, као што је свога сина оженио против његове воље, он удаде Зоју против њене воље за неког Теодора Гуцуниатеса, и сматрао је да је повратио мир у породици. Може се замислити да се прва антипатија коју је Лав осећао спрам Теофане није много умањила тим мерама: и мада се доцније, кад је царевић пао у немилост, млада жена показала пуна срдачне оданости, толико да је хтела да дели заточење са својим мужем, домаће јединство никад се није потпуно повратило. Лав је могао осећати нешто поштовања спрам своје жене; он је није волео више него пре.
При свем том, докле год је живео страшни Василије, постојала је привидна слога између супружника. Али кад је Лав био цар и слободан, ствари су се доста нагло погоршале. Теофана је уз то била честита жена која је сва била заузета добрим делима и бринула се изнад свега за божанску љубав. „Са болешљивом страшћу, вели њен стари биограф, Августа се бавила спасом своје душе, газећи ногама сва задовољства светског живота. Дан и ноћ се она дизала Богу певањем псалама и сталним молитвама; није престајала да му се приближује милосрдним делима". Пред светом, она је носила пурпур и цвеће и била је одевена у сав сјај величанства; код куће, тајно, покривала је тело дроњцима. Претпостављајући свему аскетски живот, она није низашта сматрала раскош богатих столова; кад би видела да се пред њу мећу фина јела, она се задовољавала обичним оброком од хлеба и поврћа. Сав новац који би јој дошао у руке, сва блага тако драгоцена за светске људе, она је делила сиротињи; своје сјајно одело она је давала убогима; водила је бригу о потребама удовица и сирочади, богатила манастире, волела калуђере као браћу". Ноћу би се извлачила из своје царске постеље с велелепним покривачима извезеним златом, да се у једном куту пружи на асуру покривену грубим материјама, и сваког се часа дизала да се моли Богу. Таква једна жена била је светитељка; то није била ни царица ни другарица створена за једнога двадесетогодишњег владара.
Смрт јединог детета рођеног из тог брака, мале Евдокије, која дође у зиму 892, још погорша неслогу међу супружницима. После те несреће, Теофана је била тужнија но икад, одвојенија од света; осим тога, од свога претераног аскетизма, била је озбиљно болесна. „Цар се више није могао надати, каже биограф побожне владарке, да ће од ње имати друго дете; јер њено тело, ослабило и сагорело од духовног посматрања, није више било способно да се одаје уживањима пути". Све више и више, може се појмити, Лав се осећао заморен од жене која му је увек била досадна. С друге стране, није заборавио пријатељицу своје младости; он се реши да узме Зое за милосницу.
Царица је брзо била о томе извештена, и како је, неком чудном противречношћу, та света жена остала љубоморна, неслога у царскоме браку умало не доведе до отвореног раскида.
У то време живео је у Цариграду, у манастиру Псаматији, један светитељ по имену Јефтимије, чија је биографија, недавно пронађена, један од најважнијих докумената које имамо о влади Лава VI. Он је врло добро стајао код цара, коме је, за живота Василијева, учинио знатне услуге, навикао је да с њиме говори с грубом искреношћу и није га поштедео ни од укора. Њему се царица у невољи обратила за помоћ. Она му објасни да, од смрти њене драге ћерке, нема више разлога да живи на двору, да сувише свирепо пати због положаја до кога су је довели, да само једно тражи, овлашћење да се повуче у манастир који се налази до цркве Влахерна где одавно воли да се моли Богу, и да, ће по ту цену пристати на све, чак и на развод. Јефтимије ју је храбрио, представио јој је озбиљну одговорност коју прима nа себе ако остави мужа. већ склоног да се упропасти; после тога оде код цара. Он је био очаран намером своје жене и сав блажен при помисли да ће се ускоро моћи оженити својом милосницом. Јефтимије га добро изгрди, и како василеус, пошто га је опоменуо на све увреде, на сву зловољу која му се десет година купила против Теофане, заврши речима: „На крају крајева, не терам ја њу, и закон као и црквени канони допустиће ми да узмем другу", расрђен светитељ изјави да га неће више видети ако остане непоколебљив у својој грешној одлуци.
И поред такве претње, необично озбиљне за човека побожног као Лав, цар није хтео ништа да чује. Прво зато што је страсно волео Зое. Али је имао још и другог разлога да остане упоран: он је ватрено желео једнога сина да осигура продужење Македонског Дома. Сам је знао да је осредњег здравља; његов брат Александар упропашћавао се у лудом разврату; интерес династије, као и општега мира, налагао му је да што пре осигура себи законитог наследника престола. То је, уосталом, одавно била његова велика брига; да би му небо уделило то толико жељено дете, он је одлазио на хаџилук у најславнија светилишта; да би знао хоће ли се његова жеља остварити, он је ревносно испитивао звезде; и како су му ове обећавале сина, „сматрајући да се покорава самој заповести божјој и неизбежној судбини", он се није устручавао да задржи своју милосницу.
Треба уосталом приметити да је у очима савременика, па чак и Теофаниних панегиричара, тај политички разлог изгледао довољан да објасни и оправда Лавову прељубу. И царица се најзад приклони пред нужношћу. Укорена од Јефтимија, који јој представи колико је узвишена заслуга мирење са судбином, она пристаде да не саблажњава свет разводом, и остави слободно поље својој супарници, трудећи се да нађе утехе у Богу. Није уосталом имала дуго да пати: мало после догађаја које сам испричао, Теофана умре 10. новембра године 893.; није још имала тридесет година. Лав, као што и приличи, сјајно сахрани своју жену. Она је сахрањена у царској гробници Светих Апостола, где је већ почивала мала Евдокија, њена кћи; василеус реши да се у њену част подигне једна црква и да буде освећена под њеним именом. Ускоро, многа чуда, чудотворна исцељења која су се вршила на њеном гробу, показаше целој Византији врлине покојне владарке; црква стави у ред светитељки тужну и меланхоличну царицу, и за много година церемонијал је прописивао самоме цару, да сваке године иде да њеној успомени принесе на жртву тамњана и молитве.

## Царица Зоја Зауцес
Лав је био слободан.
Он је некад изјавио Јефтимију:
Никад ја нећу заборавити Зоју, и доћи ће дан кад ћу се сажалити на њу и на себе.
Тај је дан био дошао. Само, да би се могао оженити својом милосницом, остала је била једна препрека, муж. Гуцуниатес је био паметан да умре кратко време после Теофане, у тако згодном тренутку, да су непријатељски расположени духови помислили да те две смрти нису можда баш сасвим случајне. Али Лав је био цар; Зое је била кћи првога министра; нико се није усудио да извиђа случај.
Све се дакле стекло у корист жељене женидбе. Више него икад василеус је обожавао своју милосницу, која му је пре неколико месеци била спасла живот, откривши једну заверу која му је радила о глави. Отац њен, Стилијан Зауцес, који је од почетка владе управљао пословима и који је милошћу царевом добио титулу, новостворену и у неколико симболичну, „царев отац," подстицао је свом снагом ту везу, нашавши начина да учврсти уплив за који је тада осећао да је мало поколебан; и да би олакшао ствар, сместио је младу удовицу у одељење у коме је сам становао у двору. Опирао се једино Јефтимије, који никад није био у добрим односима с министром. Он је уверавао цара да је оно што хоће да учини безбожност и незаконитост. Али Лав се на те укоре само смејао и одговорио:
Ама, оче, саслушајте ме и не говорите глупости.
Ја сам изгубио жену као што знате; ја морам као и сваки други помишљати на женидбу. А Зое се налази баш у истом положају као и ја; она је слободна. Зашто дакле хоћете да спречите оно што закони заповедају и што Свето Писмо саветује?" Јефтимије се љутио:
Нико вам не брани да узмете другу; али ову, коју оптужују за толика недела, не треба. Ако се ожените њоме, сви ће држати да су истинити они ружни гласови који се о њој проносе.
И опет изјави да, ако Зое постане царица, он се никад више неће видети с царем.
Заљубљен човек не размишља: између свога исповедника и милоснице, Лав није много двоумио; он нареди Јефтимију да се повуче у манастир и ожени се њоме. Али његова је срећа била кратког века: непуне две године доцније, крајем 896. г., млада царица умре од једне доста тајанствене болести, отишавши за својим оцем Стилијаном Зауцесом, једва на неколико месеци по његовој смрти. И одмах су људи са двора, и поред бола Лавовог, предвидели шта ће се догодити, и рођаци Зоини, које је она за живота све брзо понамештала, изјавише отворено:
Цар ће узети другу жену и све нас уклонити.

## Рат са Бугарском
Симеон (893-927), бугарски господар, највећи кога је дала њихова историја, васпитан у Цариграду, извргао се у најљућег противника Византије. У њему се, временом, развила амбиција, да он, својом свежом снагом, замени то царство, које се, по његовом уверењу, одржавало више вештином него снагом. Да би имао слободне руке он се спријатељио са Петром Гојниковићем, господарем Рашке и подржавао га је.
Лав VI против опасног бугарског нападача позва у помоћ један нов финско-хунски народ, Мађаре, који се до тада из Угрије, источно од средњег Урала, беху спустили до у Бесарабију. Мали, тамне пути, са избријаним главама, на којима су остајали само перчини, огрнути зверињим кожама, у главном коњаници, Мађари су били потпуно азијско-турског типа и Византинци их стога чешће зову Турцима. Као номадски народ, живећи од лова и сточарства, били су врло свирепи; буквално су пили крв и јели живо или полуживо месо. Први пут се јављају на Дунаву 838. год. као помоћници Бугара, са којима имају извесне расне сродности, у борбама против Грка. Пред крај IX века познају их сви народи средње и источне Европе. Од 892. они улазе у дунавску долину служећи као нека врста ратних помоћника најпре Францима, а онда Византији. Симеон је нашао против њих новог савезника у Печенезима, у једном исто тако азијском племену са подручја јужне Русије. Потиснути од њих, Мађари напуштају своја ранија седишта и 895/6. год. настањују се дефинитивно на подручју између Дунава и Тисе. Њиховим доласком у те крајеве сузбијено је бугарско ширење на левој обали Дунава и бугарска власт у Панонији. Мађарским доласком и њиховим настањивањем у панонској долини прекинута је и непосредна веза између Јужних и Северних и Североисточних Словена, Пољака, Словака и Украјинаца.

## Царица Евдокија Вајане
Треба уосталом признати да Лав није имао среће. Из његовог брака са Зојом рођена је само једна кћи, принцеза Ана; династички су разлози дакле налагали цару да се и по трећи пут ожени. Али је за владара била озбиљна ствар решити се на такав корак. Црквени канони су јако осуђивали такву везу: јавно мнење је сматрало да је она недостојна једнога василеуса; и сам је Лав, у једној од својих Новела оштрим изразима жигосао људе који могу бити у тој мери неуздржљиви. И то није све. Цар је страсно волео Зоју; он је дубоко жалио тај губитак. Треба видети каквим је узбуђеним изразима говорио Јефтимију „о мојој јадној жени, коју ти ниси много волео". У таквом душевном расположењу, није му било тешко да падне под утицај свога исповедника; и мада није хтео, као што се врло јасно изразио, да у овоме нађе новога Стилијана, који заповеда и влада свима", није био мање попустљив према калуђеру, чију је грубу и упорну отвореност познавао и по мало је се бојао. Из свих тих разлога, василеус се дакле доста дуго устезао да се поново ожени. Како је царска етикета изрично захтевала да у Светој Палати буде једна жена која ће председавати церемонијама где се појављују дворске госпође, он за Августу прогласи младу принцезу Ану, и тај покушај довољно показује колику је одвратност осећао према новој вези. Али Ана је била верена за једног каролиншког принца, младога Луја од Провансе; требало је да ускоро оде из Цариграда и да живи у својој новој отаџбини. Да би је заменила, била је потребна, пошто-пото, једна царица. А уз то, Лав је био млад: било му је тридесет и две или и три године; његов се бол временом утишао, и с њиме и глас његове савести. Године 899., он се одважи. Оженио се дакле једном врло лепом женом, азијатског порекла, Евдокијом Вајане, али како цар збиља није имао среће у својим намерама, догоди се да нова царица умре после године дана, давши живот једноме сину, који на несрећу није живео.
Све је дакле требало почети изнова, пошто наследника о коме се сањало још никако није било. Али то је питање сад постало до крајности озбиљно. Трећа женидба царева, мада је била оправдана веродостојним разлозима, и мада је Црква не би изрично осудила, иако је сматрала за „нечисто дело", саблажњавала је међутим многе побожне душе. То се добро видело, кад је, после смрти Евдокијине, игуман манастира Светога Лазара кратко одбио да у свој манастир прими посмртне остатке владаркине, и кад се леш несрећне царице морао однети натраг у двор; и исто осећање негодовања показивало се у Јефтимијевом држању, кад је Лаву саветовао да своју жену сахрани скромно и без церемонија, приметивши му да се не пристоји, да својим испољавањем жалости ремети сјај и радост великог празника Васкрса (Евдокија је умрла на Ускрс), и исто тако да се све званичне поворке, онај плач нарицаљки, она погребна кукњава увек завршавају истим гробом, истом бедном метом, истим ништавилом. За људе који тако мисле, четврта женидба је морала изгледати проста гнусоба. Црква ју је забрањивала најизричније; грађански закон није чак ни предвидео да се може доћи до тог нечувеног степена покварености. У очима Византинаца такав један брак био је гори него прељуба. Али шта! Лаву је био потребан син.

## Зоја Карбонопсина постаје царева милосница
Завере су се заиста множиле око цара. У самом двору, василеусов брат, смутљиви и подозриви Александар, сплеткарио је против свог царског ортака кога је увек из свег срца мрзео, сматрајући да је он више него цар законити наследник Василијев; и мало је требало да цар не буде жртва ових сплетака. Атентат који је био спремљен против њега у цркви Светог Моција у мало није успео, и само пуким случајем није цар био тога дана премлаћен под штапом једнога убице. Све је то бринуло Лава, који је осећао колико то што нема престолонаследника иде на руку заверама. Не смејући одмах да се ожени, он прво узе милосницу. То је била нека Зоја Карбонопсина, Зоја „црноока", која је, како изгледа, припадала једној великој породици византијске аристократије, и која је била у сродству са славним хроничарем Теофаном. То је била жена учена, славољубива, енергична и вешта у исти мах: умела је брзо да стекне знатног утицаја на свога љубазника, користила се својим упливом да намести своје рођаке на двору и да ту себи створи странку, и ускоро поче помишљати да се венча с царем.

## Патријарх Никола
Од почетка везе, Лав је изгледа са своје стране мислио на женидбу. Вероватно у том циљу наместио је на патријаршијску столицу једног рођака Фотијевог, „мистикоса" или личног секретара Николу Побратим царев (Василије I га је крстио), тај је човек био одрастао с њиме и остао му је пријатељ; василеус је дакле мислио да може рачунати на његову предусретљивост да отклони препреке које је црква чинила четвртој женидби и израна је почео да промерава какво би држање он заузео у тој ствари. Али Никола је био од оних првосвештеника какви нису били ретки у Византији, „уједно дворани и побожни, посвећени у свете науке и у вештину сплетака, који знају према приликама да затворе очи или да даду велики пример храбрости.“ Ушавши у цркву мало против воље, он је у својој заповедничкој и охолој души гајио светске и земаљске амбиције. Осећајући способности за државника, он се радије занимао политичким стварима него администрацијом цркве; он је тежио да влада, и да би остварио свој сан, сматрао је за сувишно задржавати се на таштим обзирима захвалности и верности: више је пута био оптуживан, и не без вероватности, да је био у завери против свога законитог владара. У своме високом црквеном достојанству он је нарочито видео средство да се уздигне и као лествице за своју будућу величину. Врло горд својим положајем, он је мислио да има права да с висине гледа царску власт, и није, се устручавао да спори заповести које су долазиле од василеуса. Он је негде написао ово:
Ако цар, надахнут ђаволом, заповеди нешто противно закону божјем, њему се не дугује послушност; безбожна заповест која долази од безбожног човека мора се сматрати за неважећу. Никад један божји слуга неће послушати злочиначке заповести, и више би волео да изгуби живот него да служи таквом господару.
Не мање охол према папи, он се није бојао да даје поуке римскоме главару, да критикује његове одлуке и његово неумесно мешање у послове источне цркве, и осећајући да га у његовом отпору подржава све његово свештенство, кратко је одбио, и поред василеусових заповести, да општи са римским легатима, пркосећи тако уједно и папи и цару.
Врло непомирљив и дрзак, кад би се осетио у милости, Никола је ипак умео, кад треба, да се покаже савитљив и готов на сва поравнања: то је зато што, ако је код њега ум био виши, душа му је напротив била врло ниска. Раздражљив уз то и страстан, пун злопамћења и силне мржње, никад он није заборавио увреду нити је праштао непријатељу; а кад би дан освете дошао, он је у гоњење својих противника уносио најнемилостивију свирепост. Тада је његова строгост спрам оних којима је некад најпонизније ласкао постојала неумољива; без устручавања, без милости, он је газио своје непријатеље, не мање готов, ако се срећа окрене и ако његова корист налаже, да им опет сасвим брзо постане врло услужан и врло одан слуга.
Такав човек није могао оправдати наде које је Лав полагао у њега. Кад цар повери Николи своје брачне намере, патријарх, како изгледа, кратко одби да му помогне у нарушавању црквених канона. У сваком случају, јасно је да су односи брзо постали затегнути између главара цркве и василеуса; на двору, љубимци, са Самонасом на челу, отворено су подстицали владара против патријарха, и Лав је био у толикој мери раздражен да је помишљао да на Николу баци одговорност за покушај атентата у Светом Моцију, и да је требало Јефтимијево посредовање да би се спречило гоњење. Али, и поред његовога подозрења и љутине, цар је био у великој забуни како да ублажи патријархову непомирљивост, за коју је осећао да је његово свештенство готово једнодушно подупире, кад, на велику срећу Лавову, једна неочекивана околност поможе му да савлада главара цркве.
Видећи да рђаво стоји на двору, Никола се није устезао да уђе у заверу с Андроником Дуком, који је 904. г. устао против царске власти. Но догоди се, да кад је бунтовник морао да одбегне Арапима, неки његови блиски пријатељи, да би искупили за себе опроштај, предадоше Лаву бунтовникове хартије: међу њима се нашло једно писмо писано руком патријарховом, које је непобитно доказивало његову издају. Василеус је сад имао у рукама средство да савије охоли отпор Николин; и заиста овај, кад је несмотреношћу једнога дворског службеника дознао за тај догађај, разумео је да од тада има само један начин да спасе своје место и главу, а то је да прекрати свако одупирање, и да својом услужношћу, ако може, обезоружа владара. И од тада, променивши одједном држање, он се показа готов на све.

## Рођење будућег цара
То је било године 905. Зоја Карбонопсина требало је да постане мати, и цар је био усхићен надом на своје скоро очинство. Тада се виђао охоли патријарх како сваки дан долази у двор. Ручавао је са василеусом и његовом милосницом, тврдио Лаву да ће очекивано дете бити син и препоручивао да се у том циљу седам дана у Светој Софији држе свечане молитве; затим је озбиљно, својим свештеничким рукама, благосиљао трбух љубимице и изјављивао да ће царевић који се буде родио служити на величину и славу цркве. Судбина је оправдала обећања првосвештеникова и услишила жеље цареве. Крајем 905. дете се роди: био је син. Да узакони овог толико жељеног наследника била је једина мисао царева. Никола му је у томе радо излазио на сусрет; али друге владике су се опирале, изјављујући да „рођење једног детета не може једну недопуштену везу начинити допуштеном", и према томе нису хтели да обаве крштење, нарочито с царским частима којима га је Лав хтео окружити. Најзад се досетише једном излазу. Како је на послетку, као што је и патријарх доцније објаснио, „човечанско осећање волети своје дете", свештенство обећа да ће крстити сина, ако Лав обећа да ће се одвојити од матере. По ту цену, 6. јануара 906., крштење буде обављено у Светој Софији, рукама самога патријарха: Александар, брат василеусов, и Јефтимије били су кумови младога Константина Порфирогенита. Жеља царева била је остварена.

## Царица Зоја Карбонопсина и сукоб са патријархом Николом
Али Лав је полагао на Зоју. Три дана после крштења, поред својих обећања, поред својих заклетава, он је своју милосницу довео натраг у двор; шта више, решио се да се венча. Никола није мислио да са својом снисходљивошћу може тако далеко да иде да благослови ту саблажњиву везу; али се зато нашао један услужан свештеник, коме су после одузели звање, и његовим рукама Лав положи круну на главу нове царице. Узбуђење је у престоници било наравно врло велико; Црква, којој се отворено пркосило, одговорила је на женидбу цара четвероженца изрично му забранивши приступ у света места. Тада, да би добио разрешења потребна да озакони своју везу, Лаву паде на ум једна оштроумнија мисао, која чини велику част његовој вештој и отпорној дипломатији. Наишавши на непомирљивост код византијског свештенства, он се позове на светску Цркву; реши се да у питању четврте женидбе пита за савет главара римске цркве, и патријархе александриског, антиохиског и јерусалимског; и славољубиви Никола, мада врло незадовољан тим мешањем странаца које је умањавало углед његове свемоћи, морао је приклонити главу и послушати. Он је уосталом рачунао да ће се саветовања окренути против царевих нада. Али, у сваком случају, чекајући исход његових изасланстава, Лав је задржао Зое на двору, не хотећи да се раздваја од ње ни за један дан; захтевао је да јој се указују све почасти које се дугују једној царици, и једини уступак који је учинио Цркви био је да се послушно покори забрани да присуствује богослужењу.
Патријарх Никола, причајући доцније те догађаје, представио је, као што је природно, своје лично држање у најповољнијим бојама. Ако му је веровати, он није сутрадан по венчању поштедео свога цара ни од савета ни од опомена; он га је преклињао, чекајући пресуду патријарха, да за време уклони Зоју, и да својим упорством не ствара расцеп у цркви; на све те лепе речи, Лав је одговорио одбијањем. У истини, изгледа да је патријарх према цару показао много мање енергичне непомирљивости; у великој жељи да добије опроштај, изгледа напротив да се био решио да се допадне василеусу својом готовошћу да изравна ствари. У изворима мање несигурним него Николино писмо види се како првосвештеник час тражи у списима Отаца текстове да оправда четврту женидбу, час како храбри Лава да, и поред забране и не чекајући решење патријарха, пређе преко црквеног прага, изјављујући отворено да ће га он сам тамо дочекати. Да ли се Никола надао да ће, подстичући цара на тај грешни поступак, још више подићи против њега јавно мњење већ врло раздражено? Или је пре хтео, својом предусретљивошћу да баци у заборав несрећну хартију која је доказивала његово неверство? Од човека као што је он био, обе су ствари могуће. У сваком случају, цар је избегавао да послуша наговарања првосвештеникова и говорио је:
Док не видим овде владике које ће доћи из Рима, говорио је, нећу да се користим слободом коју ми ви дајете без њих.
Међутим, са запада стигоше добре вести. Царски изасланици јавише василеусу да папа нема ништа против четврте женидбе и да ће легати, носиоци жељеног разрешења, ускоро поћи на пут. То је изазвало нагао преокрет у држању патријарховом. Док је питање о женидби, још нерешено, стављало цара у неколико у зависност од првосвештеника, Никола је могао с правом мислити да ће владар, пошто му је он потребан, бити принуђен да га штеди и да ће му у тим приликама бити лако, помоћу добрих услуга, да изради себи опроштај за његов злочин велеиздаје. Сад су ствари узеле други правац. Сигуран у одобравање светске цркве, Лав није имао више никаква разлога да се ослања на главара византијске цркве, и већ је био изјавио људима из своје околине да ће му прва брига бити, кад се састане синод, да се отараси једног патријарха непријатељски и издајнички расположеног према своме владару. Никола разумеде да има само један излаз, да се безобзирно баци у опозицију. Он је знао за старо непријатељство које је свештенство Истока осећало према Риму, и мислио је да је сигуран да ће оно поћи за њим ако он заузме став браниоца византијске независности од папског мешања. Ако успе, благодарећи тој тактици, да држи у шаху папу и цара, какав тријумф за његову амбицију! Ако подлегне у борби, бар ће пад бити леп, и ореол мученика окружаваће несавитљивог борца за нарушене црквене каноне. Никола, који је уосталом био стварно увређен у своме поносу што види Рим како се меша у послове његове патријаршије, опет заузе најнепомирљивији и најохолији став.
А у то исто време, Лав, рачунајући унапред на римско решење, сматрао је за излишно да дуже задржи понизно држање једнога човека, искљученог из цркве, које је на крају крајева помало и штетило његовом царском угледу. На дан Божића, 906, праћен Сенатом и целим двором, он се појави пред Светом Софијом, мислећи да му патријарх неће отказати приступ који му је толико пута нудио у току ранијих месеци. Али на прагу царских врата, он нађе првосвештеника који му одлучно забрани улазак у цркву: Никола је ипак дао наде цару да ће о наступајућем празнику Богојављења пристати да га прими. Лав је сматрао за умесније да не наваљује и прими досуђено понижење: зато је првосвештеник мислио да може бити још дрскији. 6. јануара 907, он опет задржи владара пред вратима саборне цркве.
Без једнодушног пристанка митрополита, изјави он, ја те не могу пустити овамо; а ако хоћеш силом да уђеш, ми ћемо изићи.
Овога пута, патријарх је отишао сувише далеко. Сада узвикну василеус:
Изгледа ми, племенити првосвештениче, узвикну василеус, да се ви ругате нашем величанству. Да ли се можда надате да ће се бунтовник Дука вратити из Софије? И да ли нас зато толико презирете што у њега верујете?
На тај неочекивани испад, скамењени патријарх није знао више како да се држи: стојећи на прагу царских врата, он не одговори ништа, и изгледало је да не сме да пође ни напред ни назад. Лав је, напротив, задржао сву своју хладнокрвност и достојанство. Како су га дворани подстицали да силом уђе у Саборну Цркву, он их једним покретом ућута, и, осећајући колико таквим држањем доказује да Никола није у праву, он се мирно врати у царску палату.
Али у вече, за време званичне вечере, у присуству владика и великодостојника, цар, при крају обеда поче оштро да прекорава првосвештеника. Он га подсети на његова обећања, ласкања, његову бившу услужност, и отворено га назва лажљивцем и варалицом. Затим одведе са собом митрополите у своје приватне одаје и подсети их у сузама на несреће у његовим узастопним женидбама, и наредивши да му донесу сина, узе га у наручја и затражи од свију да га благослове и да се моле Богу за њега. Тај дирљиви призор јако узбуди владике, који су само из страха пошли за непомирљивом; политиком Николином. И решење спора приближавало се крају. Римски легати били су стигли носећи опроштај: на Западу, где четврта женидба није била забрањена, царска молба је изгледала сасвим природна. Узалуд је Никола одбијао да ступи у јавне односе са странцима, надајући се да ће тако разбуктати стару мржњу византијску према тим Латинима, „који изгледа, како он каже, да су код нас дошли само да објаве рат." Један део грчких епископа, поткупљен, напусти свога вођу: неколико најупорнијих послаше у изгнанство; а нарочито, да би свештенство извукли испод утицаја патријарховог решише да раде против Николе.
1. фебруара, у двору, при крају свечаног ручка, цар отпоче праву оптужбу против првосвештеника, коју је завршио објавивши изрично његове сплетке с Дуком и његову издају; после тога, издаде заповест да Николу затворе и под јаком стражом пошаљу у један азијски манастир. Неколико дана затим, сакупљени Синод дао је Лаву нужну разрешницу за његову женидбу и ослободио га црквених казна изречених против њега. А како се Никола и даље упорно противио, цар му нареди да да оставку на свој положај. Бојећи се гоњења којим су му претили због његовог злочина велеиздаје, Никола најзад попусти; и мада се доцније горко жалио на клеветничке памфлете растурене против њега и на гнусну пристрасност која је навела легате да прихвате лажи распрострте о њему, неоспорна чињеница да је више волео драговољно дати оставку него допустити да га збаце, довољно доказује да није осећао потпуно мирну савест. На његово место митрополити подигоше на престо побожног и строгог Јефтимија, и овај, и поред своје одвратности, најзад попусти једнодушној молби владика, римских легата и цара.
Овим поравнањем, Лав је мислио да је по својој жељи окончао питање своје четврте женидбе;. у ствари, он је био створио расцеп у источној Цркви. Свештенство и верни поделише се између Јефтимија и Николе; требало је протерати најугледније митрополите, који су упорно стајали уз свргнутога патријарха, наређивати гоњења, позатварати противнике; и те оштре мере још су појачале јавно осуђивање Лава, Зое и чак новога патријарха. Несумњиво, Јефтимије је био пристао само на једно попуштање; скинувши са цара црквене забране, он никако није признао законитост четврте женидбе и чврсто је остао при збацивању свештеника који је благословио царско венчање. При свем том, памфлети га нису штедели више него његовога господара, и Лав је исто тако рачунао на њега да утре последње трагове незаконитости који су још прљали његов брак. Он је захтевао од главара цркве да Зое буде званично именована као Августа у молитвама читаним у Светој Софији. Али у том питању, и поред преклињања и молба царичиних, и поред гнева царевог који је у један мах хтео да збаци Јефтимија, првосвештеник је остао непоколебљив. Ипак је пристао да 9. јуна 911. свечано крунише у Светој Софији младога Константина Порфирогенита за римског василеуса. Својом вештом упорношћу, Лав VI је, упркос свему, био дошао до свога циља.

## Смрт и последице
Питање четвртог брака још је дуго међутим узбуђивало византијски свет. Кад је маја месеца 912. г. Лав VI умро, све је заиста опет дошло у питање. Од тада па за седам година те две непријатељске амбиције ће стајати једна према другој, у борби: Зое, ватрена у одбрани свога царског достојанства, свога брака и свога сина, и патријарх Никола, не мање ватрен у тражењу одмазде, трудећи се да победе начела која је он бранио и да оствари своју вечиту жељу за влашћу.
Свакојако, по обећању које је сенат дао василеусу на самрти, млади Константин VII би проглашен за цара. Али он је имао за друга и за тутора свога стрица Александра, а прва брига овога била је да сурово истера Зоју из двора и да на патријаршијску столицу врати Николу. Првосвештеник се вратио из прогонства отрован жељом за осветом; охолији у своме тријумфу и безочнији но икад, он је упорно ишао за тим да задовољи своју мржњу и сигуран да ће се тиме допасти василеусу Александру, чију је политику тако помагао, он није штедео ништа и никога. Пречасни Јефтимије добио је први ударац. Позван да изађе пред скупштину која се држала у палати Магнаур, био је не само збачен и анатемисан, него се Никола толико заборави да га је почео подло вређати, а слуге патријархове, јурнувши на несрећника, исцепаше његово свештеничко одело, оборише га на земљу, ишчупаше му браду, поломише зубе, и најпосле га толико изудараше ногама и песницама да је остао онесвешћен на месту и с тешком се муком спасао смрти.

## Породично стабло
| \| \| \| \| \| 2. Василије I Македонац \| \| \| \| \| \| \| \| \| \| \| \| \| \| \| \| \| \| \| \| \| \| \| \| \| \| \| \| \| \| \| \| \| 1. Лав VI Мудри \| \| \| \| \| \| \| \| \| \| \| \| \| \| \| \| \| \| \| \| \| \| \| \| \| \| \| \| \| \| \| \| \| \| \| \| 3. Евдокија Ингерина \| \| \| \| \| \| \| \| \| \| \| \| \| \| \| \| \| \| \| \| \| \| \| \| \| |                      |  |  |                         |  |  |  |
| |                      |  |  | 2. Василије I Македонац |  |  |  |
| |                      |  |  |                         |  |  |  |
| |                      |  |  |                         |  |  |  |
| |                      |  |  |                         |  |  |  |
| | 1. Лав VI Мудри      |  |  |                         |  |  |  |
| |                      |  |  |                         |  |  |  |
| |                      |  |  |                         |  |  |  |
| |                      |  |  |                         |  |  |  |
| | 3. Евдокија Ингерина |  |  |                         |  |  |  |
| |                      |  |  |                         |  |  |  |
| |                      |  |  |                         |  |  |  |